# Medrano (La Rioja)
Medrano ist ein Dorf und eine Gemeinde (municipio) mit 355 Einwohnern (Stand: 2024) im Nordosten der spanischen Autonomen Region La Rioja. Sie gehört zum Weinbaugebiet der Rioja Baja.

## Lage und Klima
Medrano liegt etwa 14 km (Fahrtstrecke) südwestlich der Provinzhauptstadt Logroño in einer Höhe von ca. 600 m. Das Klima ist gemäßigt bis warm; Regen (ca. 633 mm/Jahr) fällt überwiegend im Winterhalbjahr.

## Bevölkerungsentwicklung
| Jahr      | 1970 | 1981 | 1991 | 2001 | 2011 | 2021 |
| Einwohner | 391  | 291  | 238  | 206  | 293  | 341  |

Der Ort konnte sich gegen den Bevölkerungsrückgang stemmen.

## Wirtschaft
In früheren Jahrhunderten lebten viele Einwohner des Ortes weitgehend als Selbstversorger direkt oder indirekt (als Handwerker und Gewerbetreibende) von der in der Umgebung betriebenen Landwirtschaft. 

## Sehenswürdigkeiten

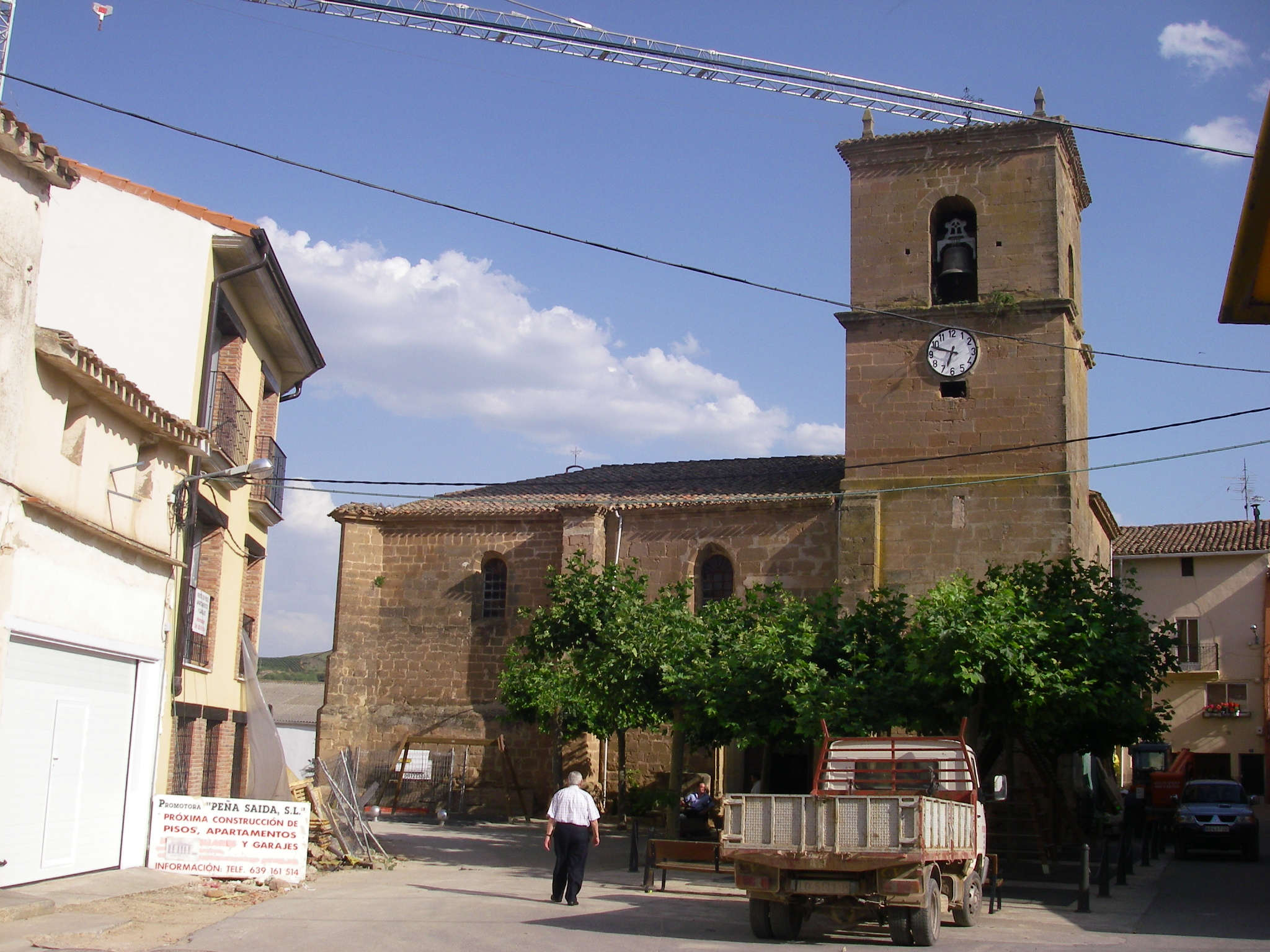
Kirche Mariä Geburt
- Clemenskapelle

- Kirche Mariä Geburt